# Provincia di Choapa
La provincia di Choapa è una delle tre province della regione cilena di Coquimbo, il capoluogo è la città di Illapel.	
La provincia è suddivisa in quattro comuni:
- Illapel
- Salamanca
- Los Vilos
- Canela